# Joseph Courtier
Pour les articles homonymes, voir Courtier (homonymie).
Joseph Courtier, né le 24 mars 1874 à Langres (Haute-Marne) et mort le 2 février 1940 à Chaumont (Haute-Marne),  est un avocat et homme politique français.

## Biographie
Marie Joseph Auguste Courtier est le fils de Marie Édouard Courtier et d'Anne Ernestien Arnoux.
Docteur en droit, il est avocat à Chaumont, et bâtonnier. Il collabore à de nombreux journaux et revues. Conseiller municipal de Chaumont et conseiller général du canton de Juzennecourt, il est élu député en 1919 et s'inscrit au groupe des Républicains de gauche. En janvier 1924, il entre au Sénat et siège au groupe de l'Union républicaine. Il est battu au sénatoriale de 1933, mais redevient député à l'occasion d'une élection partielle en 1934. À nouveau battu en 1936, il quitte la vie politique. Il a été tout au long de ses mandats un parlementaire très actif sur le droit du travail. Il était membre de la Commission supérieure du Travail et du comité consultatif des assurances contre les accidents du travail.